# 601 Nerthus
601 Nerthus este un asteroid din centura principală, descoperit pe 21 iunie 1906, de Max Wolf.